# Komitat Veszprém
Das Komitat Veszprém [ˈvɛspreːm] (ungarisch Veszprém vármegye, deutsch veraltet Wesprim, älter auch Weißbrunn) ist ein Verwaltungsbezirk im westlichen Zentrum Ungarns. Es hat eine Fläche von 4.463,64 km² und 335.979 Einwohner (Stand 2024). Der Komitatssitz ist Veszprém, weitere wichtige Städte sind Pápa und Ajka.

## Geographie
Die Südgrenze dieses Komitats bildet der Plattensee. Durch das Land zieht sich die Hügelkette des Bakonywaldes. Das Komitat grenzt an die Komitate Győr-Moson-Sopron, Komárom-Esztergom, Fejér, Somogy, Zala und Vas.
|      | Győr-Moson-Sopron                           | Komárom-Esztergom |
| Vas  | Kompassrose, die auf Nachbargemeinden zeigt | Fejér             |
| Zala | Somogy                                      |                   |

## Gliederung
Durch die Regierungsverordnung Nr. 218/2012 vom 13. August 2012 wurden zum 1. Januar 2013 die statistischen Kleinregionen (ungarisch kistérség) abgeschafft und durch eine annähernd gleiche Anzahl von Kreisen (ungarisch járás) ersetzt. Die Kleingebiete blieben für Planung und Statistikzwecke noch eine Zeitlang erhalten, wurden dann aber am 25. Februar 2014 endgültig abgeschafft. Bis zur Auflösung gab es zehn Kleingebiete im Komitat. Zwei Verwaltungseinheiten blieben durch die Reform in ihren Grenzen unverändert.

### Ehemalige Einteilung
Bis Ende 2012 existierten folgende Kleingebiete (kistérség) im Komitat Veszprém.
| Code | Kleingebiet   | Verwaltungssitz | Einwohner (31. Dezember 2012) | Fläche in km² | Anzahl der Gemeinden | davon Städte |
| ---- | ------------- | --------------- | ----------------------------- | ------------- | -------------------- | ------------ |
| 4902 | Balatonalmadi | Balatonalmádi   | 27.183                        | 293,38        | 11                   | 3            |
| 4903 | Balatonfüred  | Balatonfüred    | 22.664                        | 324,41        | 21                   | 1            |
| 4904 | Pápa          | Pápa            | 58.930                        | 1.021,10      | 49                   | 1            |
| 4905 | Sümeg         | Sümeg           | 15.390                        | 306,48        | 21                   | 1            |
| 4906 | Tapolca       | Tapolca         | 34.689                        | 540,30        | 33                   | 2            |
| 4907 | Várolata      | Várpalota       | 36.814                        | 280,78        | 7                    | 2            |
| 4908 | Veszprém      | Veszprém        | 82.551                        | 643,75        | 20                   | 2            |
| 4909 | Zirc          | Zirc            | 20.032                        | 339,30        | 16                   | 1            |
| 4910 | Ajka          | Ajka            | 40.141                        | 355,76        | 12                   | 1            |
| 4911 | Devecser      | Devecser        | 13.966                        | 387,67        | 27                   | 1            |

### Aktuelle Einteilung
Das Komitat Veszprém gliedert sich in 10 Kreise (ungarisch járás) mit 217 Ortschaften: die Stadt Veszprém  mit Komitatsrecht (ungarisch Megyei jogú város), 14 Städte ohne Komitatsrecht (ungarisch város), 3 Großgemeinden (ungarisch nagyközség) und 199 Gemeinden (ungarisch község). Die Ortschaft Balatonvilágos aus dem Kleingebiet Balatonalmádi wechselt Anfang 2013 in das Komitat Somogy.

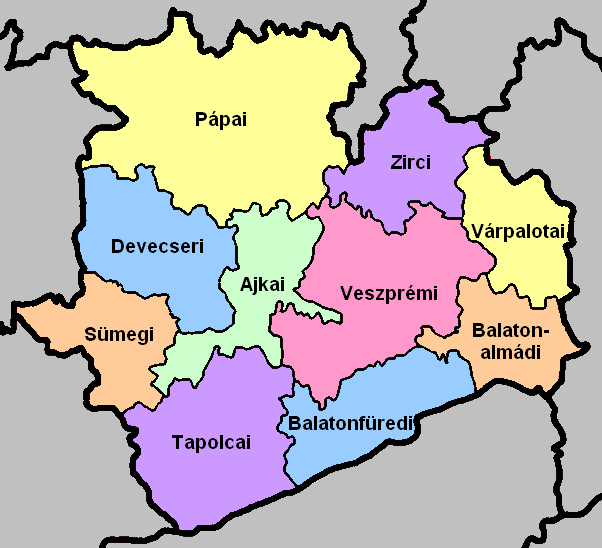
Die Kreise im Komitat Veszprém

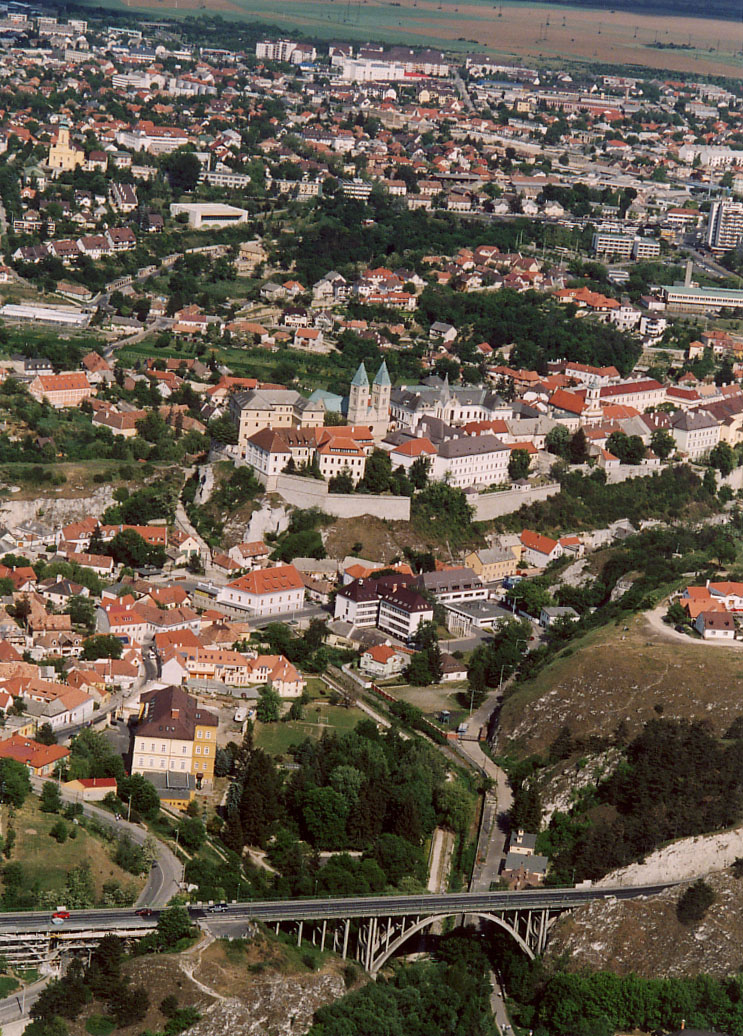
Luftaufnahme: Veszprém

| Ortschaftstyp             | Anzahl | Fläche (in km²) | Fläche (in km²) | Fläche (in km²) | Bevölkerung am 1. Januar 2016 | Bevölkerung am 1. Januar 2016 | Bevölkerung am 1. Januar 2016 | Bevölkerungs- dichte (Ew/km²) |
| Ortschaftstyp             | Anzahl | absolut         | anteilig        | im Durchschnitt | absolut                       | anteilig                      | im Durchschnitt               | Bevölkerungs- dichte (Ew/km²) |
| ------------------------- | ------ | --------------- | --------------- | --------------- | ----------------------------- | ----------------------------- | ----------------------------- | ----------------------------- |
| Stadt mit Komitatsrecht   | 1      | 126,90          | 2,84 %          |                 | 60.392                        | 17,54 %                       |                               | 475,9                         |
| Städte ohne Komitatsrecht | 14     | 737,78          | 16,53 %         | 52,70           | 151.185                       | 43,91 %                       | 10.799                        | 204,9                         |
| Großgemeinden             | 3      | 72,62           | 1,63 %          | 24,21           | 8.939                         | 2,60 %                        | 2.980                         | 123,1                         |
| Gemeinden                 | 199    | 3.526,35        | 79,00 %         | 17,72           | 123.786                       | 35,95 %                       | 622                           | 35,1                          |
| Komitat Veszprém gesamt   | 217    | 4.463,65        |                 | 20,57           | 344.302                       |                               | 1.587                         | 77,1                          |

Die derzeitigen Kreise sind:
| Code | Kreis         | Kreissitz     | Einwohner (1. Januar 2013) | Fläche in km² | Anzahl der Gemeinden | davon Städte |
| ---- | ------------- | ------------- | -------------------------- | ------------- | -------------------- | ------------ |
| 183  | Ajka          | Ajka          | 39.154                     | 320,71        | 11                   | 1            |
| 184  | Balatonalmádi | Balatonalmádi | 24.479                     | 239,75        | 10                   | 3            |
| 185  | Balatonfüred  | Balatonfüred  | 24.250                     | 357,75        | 22                   | 1            |
| 186  | Devecser      | Devecser      | 14.948                     | 421,73        | 28                   | 1            |
| 187  | Pápa          | Pápa          | 58.935                     | 1.022,09      | 49                   | 1            |
| 188  | Sümeg         | Sümeg         | 15.390                     | 306,48        | 21                   | 1            |
| 189  | Tapolca       | Tapolca       | 34.689                     | 540,30        | 33                   | 2            |
| 190  | Várpalota     | Várpalota     | 37.451                     | 294,28        | 8                    | 2            |
| 191  | Veszprém      | Veszprém      | 82.353                     | 629,61        | 19                   | 2            |
| 192  | Zirc          | Zirc          | 19.516                     | 331,02        | 15                   | 1            |

### Größte Städte und Gemeinden
Alle Ortschaften ohne Namenszusatz sind Städte.
| Stadt/Gemeinde           | Einwohner (1. Januar 2016) |
| ------------------------ | -------------------------- |
| Veszprém                 | 60.392                     |
| Pápa                     | 31.011                     |
| Ajka                     | 28.284                     |
| Várpalota                | 19.640                     |
| Tapolca                  | 15.459                     |
| Balatonfüred             | 13.082                     |
| Balatonalmádi            | 8.564                      |
| Zirc                     | 6.899                      |
| Sümeg                    | 6.133                      |
| Berhida                  | 5.785                      |
| Pétfürdő, Großgemeinde   | 4.752                      |
| Devecser                 | 4.246                      |
| Balatonfűzfő             | 4.084                      |
| Herend                   | 3.367                      |
| Csabrendek, Großgemeinde | 3.046                      |
| Hajmáskér, Gemeinde      | 2.828                      |
| Szentgál, Gemeinde       | 2.736                      |
| Nemesvámos, Gemeinde     | 2.664                      |
| Balatonkenese            | 2.554                      |
| Öskü, Gemeinde           | 2.195                      |
| Litér, Gemeinde          | 2.174                      |
| Badacsonytomaj           | 2.077                      |

## Bevölkerungsentwicklung

### Bevölkerungsentwicklung des Komitats
Fettgesetzte Datumsangaben sind Volkszählungsdaten
| Datum       | Einwohnerzahl | Datum      | Einwohnerzahl |
| ----------- | ------------- | ---------- | ------------- |
| 01.01.19601 | 337.836       | 01.01.2007 | 363.706       |
| 01.01.1970  | 357.830       | 01.01.2008 | 361 620       |
| 01.01.1980  | 377.746       | 01.01.2009 | 360.387       |
| 01.01.1990  | 374.466       | 01.01.2010 | 358.807       |
| 01.01.2001  | 375.617       | 01.01.2011 | 356.573       |
| 01.02.2001  | 369.727       | 01.10.2011 | 353.068       |
| 01.01.2002  | 374.578       | 01.01.2012 | 353.798       |
| 01.01.2003  | 369.747       | 01.01.2013 | 351.165       |
| 01.01.2004  | 368.519       | 01.01.2014 | 349.007       |
| 01.01.2005  | 366.555       | 01.01.2015 | 346.647       |
| 01.01.2006  | 365.009       | 01.01.2016 | 344.302       |

1 1960: Anwesende Bevölkerung; sonst Wohnbevölkerung

### Bevölkerungsentwicklung der Kreise
Für sämtliche Kreise ist eine negative Bevölkerungsbilanz ersichtlich. Lediglich der Kreis Balatonalmadi änderte sich nur geringfügig.
|                  | Bevölkerungsstand am 1. Januar | Bevölkerungsstand am 1. Januar | Bevölkerungsstand am 1. Januar | Bevölkerungsstand am 1. Januar |
| Kreisname        | 2013                           | 2014                           | 2015                           | 2016                           |
| ---------------- | ------------------------------ | ------------------------------ | ------------------------------ | ------------------------------ |
| Ajka             | 39.154                         | 38.784                         | 38.456                         | 38.096                         |
| Balatonalmádi    | 24.479                         | 24.485                         | 24.458                         | 24.479                         |
| Balatonfüred     | 24.250                         | 24.335                         | 24.166                         | 24.058                         |
| Devecser         | 14.948                         | 14.778                         | 14.601                         | 14.385                         |
| Pápa             | 58.935                         | 58.404                         | 58.054                         | 57.583                         |
| Sümeg            | 15.390                         | 15.221                         | 15.018                         | 14.927                         |
| Tapolca          | 34.689                         | 34.423                         | 33.943                         | 33.635                         |
| Várpalota        | 37.451                         | 37.067                         | 36.801                         | 36.420                         |
| Veszprém         | 82.353                         | 82.186                         | 82.097                         | 81.751                         |
| Zirc             | 19.516                         | 19.324                         | 19.053                         | 18.968                         |
| Komitat Veszprém | 351.165                        | 349.007                        | 346.647                        | 344.302                        |

## Politik
Bei den Kommunalwahlen im Jahr 2019 und im Jahr 2024 waren die Ergebnisse im Komitat Veszprém wie folgt:
| Kommunalwahl | Fidesz-KDNP | Jobbik  | DK      | MSZP   | MM     | MHM     | LMP    |
| ------------ | ----------- | ------- | ------- | ------ | ------ | ------- | ------ |
| Stimmen 2019 | 54,01 %     | 12,18 % | 10,12 % | 9,34 % | 9,22 % | 5,13 %  |        |
| Stimmen 2024 | 50,53 %     | 4,15 %  | 12,89 % | 4,68 % | 9,71 % | 13,44 % | 4,59 % |

Sitzverteilung 2019
- Fidesz-KDNP: 10 Sitze
- Jobbik: 2 Sitze
- DK: 2 Sitze
- MSZP: 1 Sitz
- MM: 1 Sitz
- MHM: 1 Sitz

Sitzverteilung 2024
- Fidesz-KDNP: 11 Sitze
- MHM: 2 Sitze
- DK: 2 Sitze
- MM: 2 Sitz
- MSZP: 0 Sitze
- LMP: 0 Sitze
- Jobbik: 0 Sitze

## Geschichte und Kultur

### Museen
Die staatliche Direktion der Museen des Komitats Veszprém ist Träger von 10 Komitatsmuseen. Komitatssitz ist Veszprém.
| - Ajka, Stadtmuseum (Városi Múzeum) - Ajka, Kristallmuseum - Badacsony, József-Egry-Gedenkmuseum* (Emlékmúzeum) - Badacsonytomaj, Róza Szegedy Literarisches Gedenkmuseum* - Balatonalmádi, Wasser-Museum - Balatonederics, Afrika-Museum - Balatonfüred, Stadtmuseum (Városi Múzeum) - Balatonfüred, Jókai-Mór-Gedenkmuseum* (Emlékmúzeum) - Balatonkenese, Heimatmuseum (Helytörténeti Múzeum) - Csót, Historisches Museum - Herend, Porzellanmanufaktur - Kapolcs, Schmiedemuseum - Kislőd, Mihály-Rőthy-Museum - Kővágóörs, Endre-Bajcsy-Zsilinszky-Gedenkmuseum - Kővágóörs, Dorfmuseum (Falumúzeum) | - Litér, Freilichtmuseum - Magyarpolány, Heimatmuseum (Helytörténeti Múzeum) - Nagyesztergár, Dorfmuseum (Falumúzeum) - Nagyvázsony, Freilichtmuseum für Völkerkunde* - Nagyvázsony, Burgmuseum - Nagyvázsony, Postmuseum - Nagyvázsony, Schmiedemuseum - Nemesvámos, Römische Villa* - Pápa, Schloss- und Heimatmuseum Esterházy* - Pápa, Apothekenmuseum (Patikamúzeum) - Pápa, Blaudruck-Museum - Pápa, Kirchliche Sammlung der Theologischen Akademie - Sáska, Heimatmuseum (Helytörténeti Múzeum) - Sümeg, Burgmuseum | - Tapolca, Stadtmuseum (Városi Múzeum) - Tihany, Freilichtmuseum für Völkerkunde* - Tihany, Puppenmuseum - Úrkút, Dorfmuseum (Falumúzeum) - Várpalota, Ungarisches Chemiemuseum - Várpalota, Trianon-Museum - Veszprém, Laczkó Dezső-Komitatsmuseum* - Veszprém, Haus Bakony* - Veszprém, Dezső-Laczkó-Museum* - Veszprém, Haus der Künste - Veszprém, Museum der Ungarischen Bauindustrie - Zirc, Antal-Reguly-Museum - Zirc, Naturwissenschaftliches Museum des Bakony - Zirc, Agrartechnische Sammlung der Technischen Hochschule |

* Komitatsmuseum

## Bildergalerie

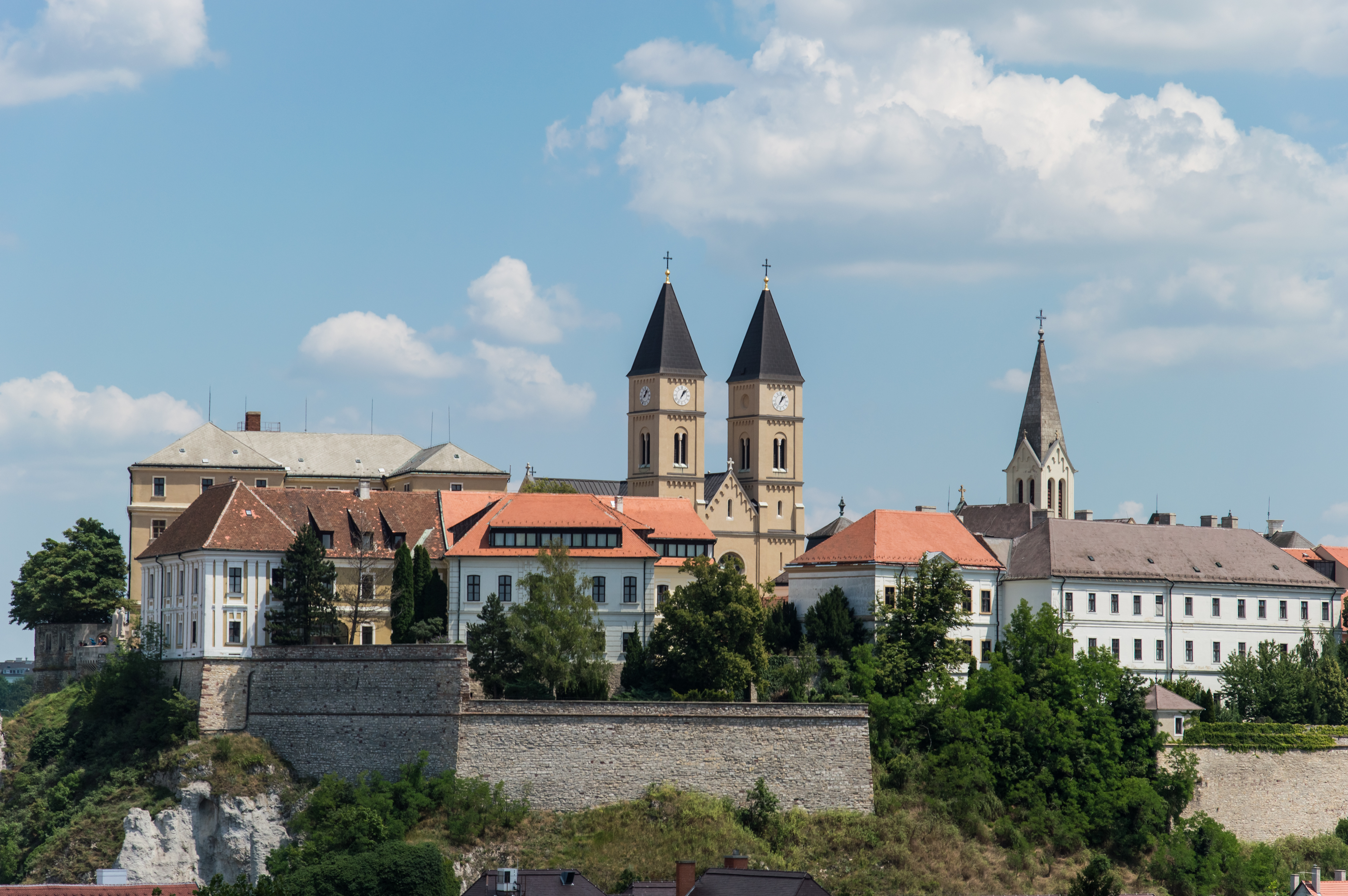
Veszprém
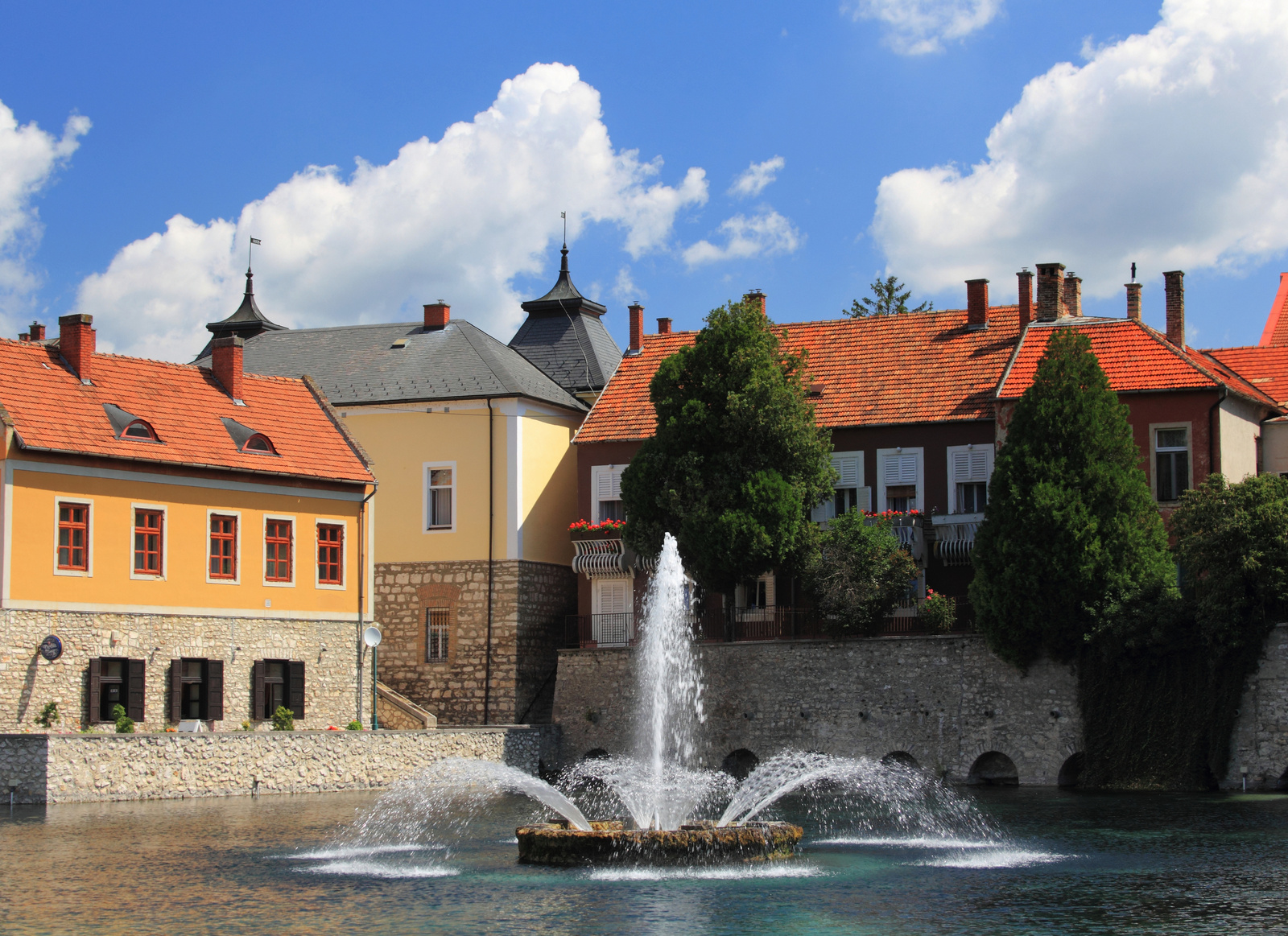
Tapolca
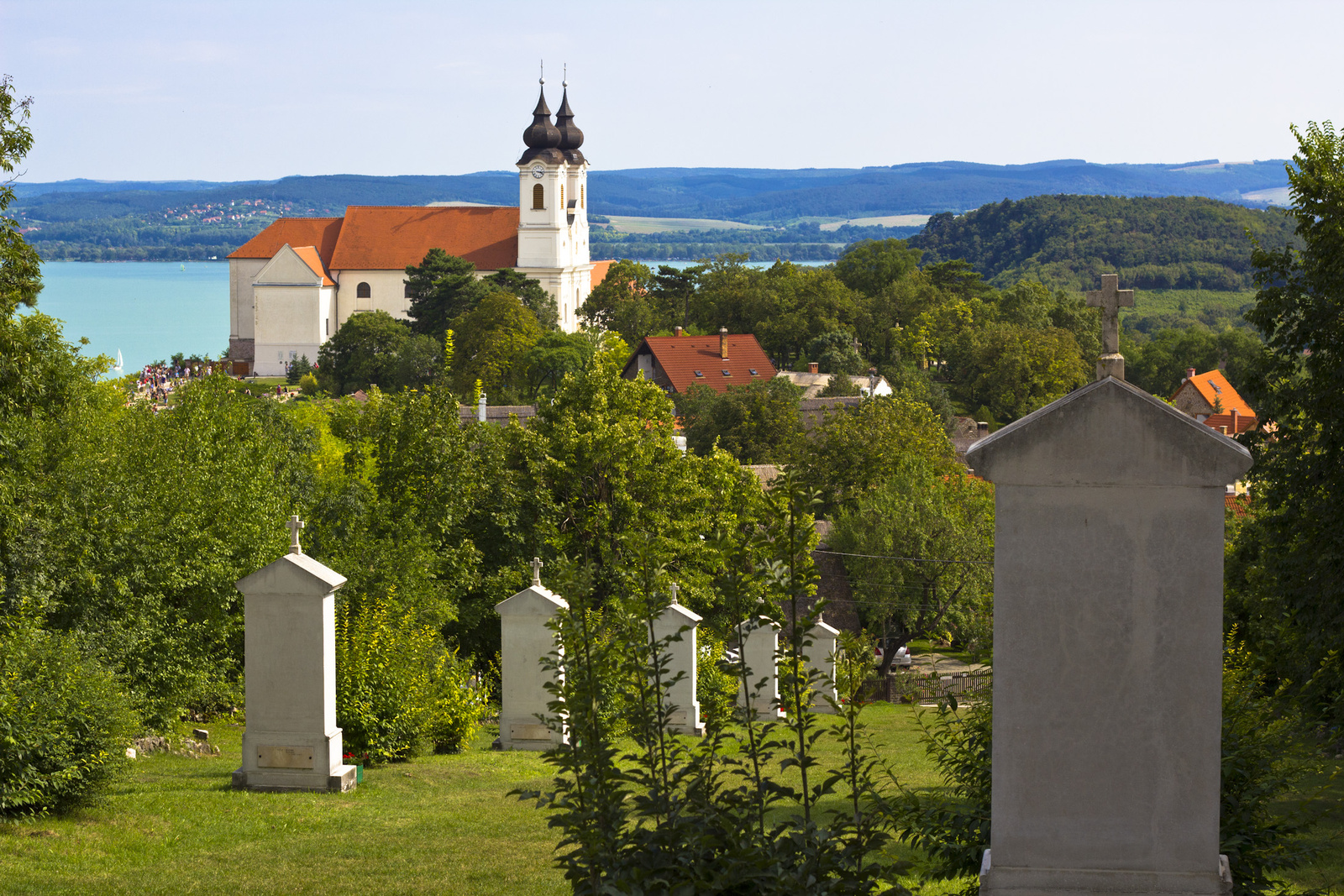
Tihany
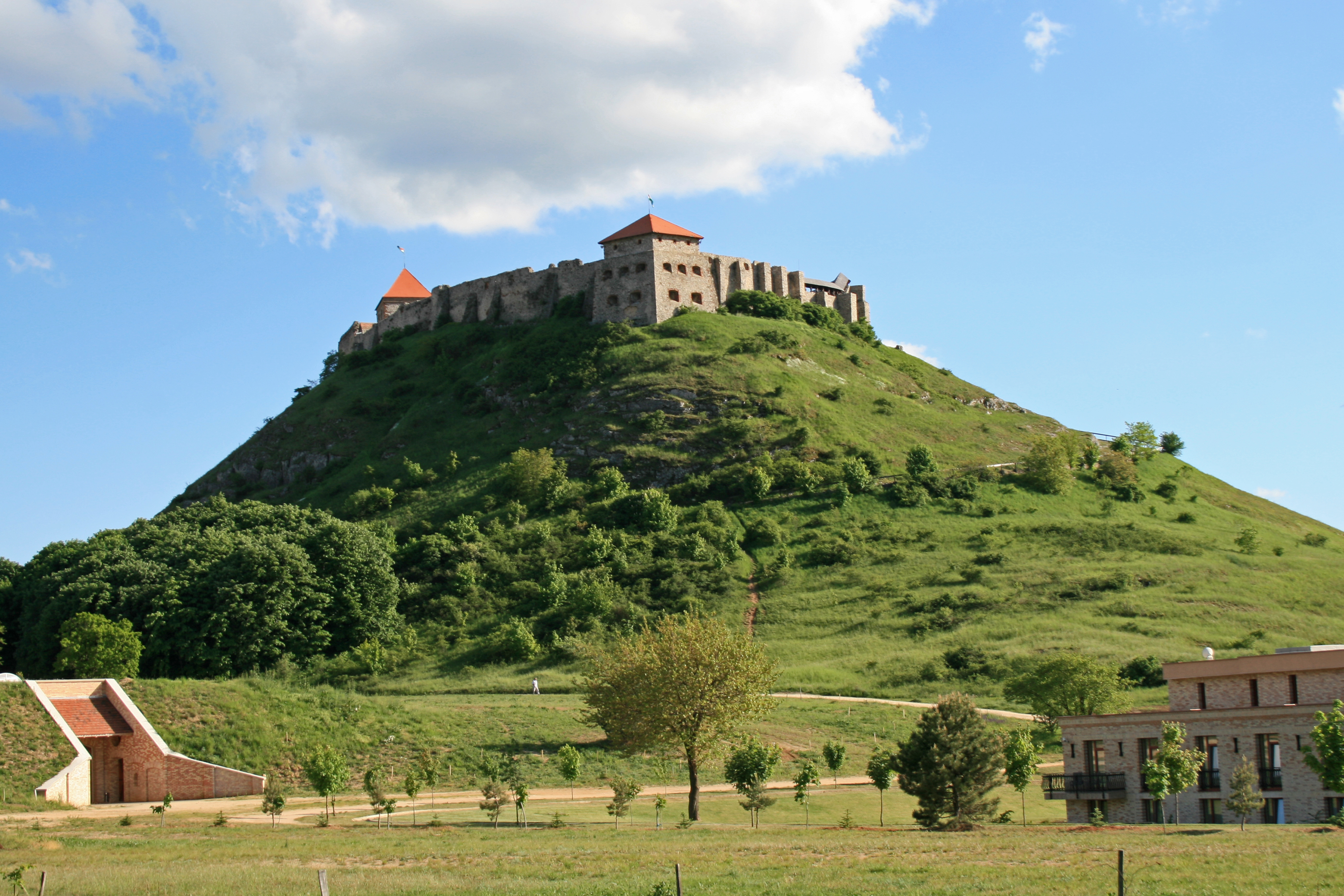
Burg Sümeg